# 东引岛
26°22′36″N 120°30′24″E / 26.37667°N 120.50667°E
東引島（平話字：Dĕ̤ng-īng-dō̤），亦稱為東引，中華民國福建省連江縣東引鄉的主島嶼。舊稱東湧島（平話字：Dĕ̤ng-é̤ṳng-dō̤）。由于临近中国大陆，成為中華民國國軍戰略要地，故現在為軍事管制區，已建有雷达站和导弹阵地。
中华民国政府1949年遷臺後，將東湧島先後劃歸長樂縣、羅源縣。自1956年7月起撤銷羅源縣政府，原羅源縣東引鄉由連江縣管轄。中華人民共和國宣稱擁有其主權，將東引島劃入福建省连江县马祖乡，1958年，宣布東引島為中國領海基點之一。
東引島距中華人民共和國轄寧德霞浦縣四礵列島約34公里；距東冲半島約48公里；距解放軍東部戰區海軍三都澳軍港約87公里，距閩江口約113公里。

## 地理水文
岛屿位於北緯26°22'36"、東經120°30'24"，面積4.71平方公里。归屬於馬祖列島，分為東引、西引（又名清水島）兩島，兩島相隔僅半華里，退潮时可涉水而過，兩島周圍水深四十餘潯，急流洶湧，由是得名。目前東引島經中柱島（又稱中引），而和西引島有橋樑相連結。
有深水港名為中柱港，民眾亦可觀光。東引島燈塔建於清朝光緒30年（1904年）。

## 军事设施
中華民國空軍在東引島建有雷达站，全面监控中国人民解放军的飞行活动。1980年代，東引161高地是國軍抵御中共的高炮阵地。其后，多个炮阵地被改建为导弹阵地，部署天弓防空飛彈和雄風飛彈。
2020年以来，中華民國國防部公告，「連江縣東引161重要軍事設施管制區」及限建範圍在10月2日生效。中華民國空軍同时公告，將在東引進行新建統包工程，經費約4億218萬元，部署新型天弓三型防空飛彈、雄風三型反艦飛彈、雄風二E巡弋飛彈及天戟短程彈道飛彈，香港、上海、南京、廣州、深圳、武漢等大城市均进入攻击射程之内。

## 交通
- 東引航空站
  - 直升機
    - 往南竿鄉（縣政府所在地）約15分鐘，由德安航空飛行。
- 中柱港
  - 新華航業股份有限公司
    - 台馬之星
      - 往基隆港約6小時。
      - 往南竿福澳港約2小時。

  - 全港通航業股份有限公司 （页面存档备份，存于）
    - 新台馬輪 （页面存档备份，存于）
      - 往基隆港約6小時。
      - 往南竿福澳港約2小時。
- 全港通航業股份有限公司
- 新臺馬輪

## 姐妹島
- 西洋島（2019年4月28日）[4]